# TRAME
TRAME (TRAnsmisión de MEnsajes) fue el nombre de la segunda red informática en el mundo similar a Internet que se utilizó en una empresa eléctrica. Al igual que Internet, la tecnología básica era la conmutación de paquetes y fue desarrollada por la empresa eléctrica ENHER en Barcelona y desplegada por esta misma empresa en primer lugar en Cataluña y Aragón, España, y más tarde en otros lugares. Su desarrollo comenzó en el año 1974 y los primeros enrutadores, llamados nodos en aquel momento, se desplegaron en el año 1978. La red ha estado en operación hasta el año 2016 (38 años), obviamente con sucesivas actualizaciones tecnológicas de software y hardware.

## El inicio

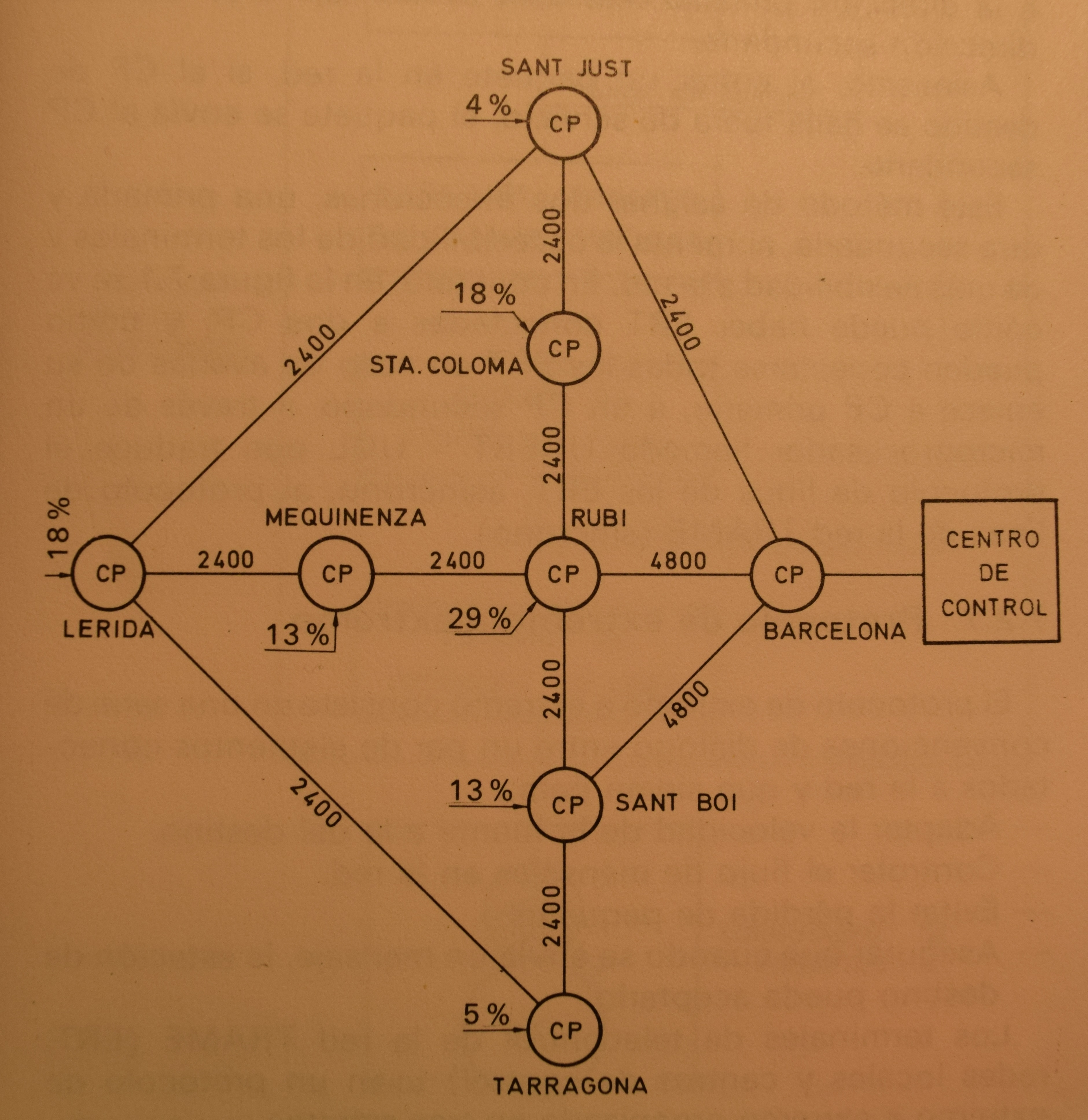
Figura I: La red TRAME en 1980.

En el año 1974, la conmutación de paquetes era una tecnología conocida solo en ámbitos de investigación.
El concepto comenzó en el año 1968 asociado al proyecto de investigación ARPAnet de la agencia norteamericana ARPA (Advanced Research Projects Agency) que creó una red que unía diversas universidades norteamericanas con el objetivo de investigar sobre las posibilidades de las redes de conmutación de paquetes.
En aquellos años, no había oferta comercial ni tan siquiera demasiada información sobre la conmutación de paquetes de forma que era necesario investigar, innovar y desarrollar la tecnología desde cero para poder aplicarla.
La idea de aplicar el concepto de conmutación de paquetes a redes de telecomunicaciones para el control de sistemas eléctricos apareció por primera vez en 1974 cuando la empresa eléctrica sueca Vattenfall comenzó a crear su red de conmutación de paquetes TIDAS y fue seguida por la empresa eléctrica española ENHER, que producía y distribuía energía eléctrica en Cataluña y parte de Aragón, que tenía como objetivo telecontrolar y automatizar su red eléctrica de alta tensión.
Para este objetivo, ENHER creó un equipo específico de personas para desarrollar tanto la red de conmutación de paquetes como el sistema de Telecontrol o SCADA, que sería su principal aplicación.
En el año 1978, ya se disponía de los primeros cuatro enrutadores TRAME y en el año 1980 ocho de ellos ya estaban desplegados y operando. Estos primeros enrutadores se fundamentaban en una estructura multiprocesador basada en el procesador Zilog Z80 y estaban formados por una serie de placas de circuito impreso cada una de las cuales controlaba hasta cuatro líneas de comunicaciones. Estas placas se conectaban a una placa de memoria compartida que les permite intercambiar datos y mensajes.
El proyecto se desarrolló junto con su principal aplicación inicial, el sistema Telecontrol SICL (Sistema Integral de Control Local) con el que inicialmente compartían un hardware muy similar.
La capacidad máxima de los enlaces de esta primera red era de 9.600 bit/s, que en 1980 era el máximo posible en un canal analógico de voz de 4 kHz de ancho en aquel entonces.
Hasta aquel momento y para Telecontrol, se utilizaban llamadas telefónicas o enlaces dedicados de baja velocidad, típicamente de 600bit/s, normalmente compartidos entre diez subestaciones eléctricas de alta tensión.

## Servicios
El servicio básico prestado por la red TRAME fue el de Telecontrol de la red eléctrica de alta tensión, mejorando así la operativa hasta entonces realizada manualmente con comunicación telefónica entre operadores humanos.
Cada enrutador TRAME tenía asociada una o varias estaciones remotas de telecontrol (ERT o RTU) del sistema de Telecontrol SICL. También tenía conectadas pantallas, y más tarde PC, ubicadas en subestaciones eléctricas para intercambiar mensajes entre ellas y con el Centro de Control ubicado en la conocida Casa Fuster de Barcelona. Era una especie de predecesor del correo electrónico de hoy tan popular.
Más tarde, en la década de 1990, se desarrollaron otros protocolos (X.25, IP) para incluir terminales de informática corporativa, sistemas de vigilancia de seguridad patrimonial y otros servicios.
Además, se desarrollaron aplicaciones y terminales para la transmisión de voz y video a través de la red TRAME

## Protocolos
El sistema de enrutamiento de TRAME, como el de la ARPAnet original, se basó en el algoritmo Bellman-Ford pero con «horizonte dividido» como en la red sueca TIDAS pero con una mejora original. Este protocolo permite encontrar rutas óptimas en redes malladas para cada paquete a transmitir, permitiendo el uso compartido de la misma red por múltiples servicios.
En contraposición, la tecnología tradicional de conmutación de circuitos al uso, establecía circuitos dedicados para cada servicio o comunicación.
El direccionamiento de enrutadores y terminales usaba un sistema propio con una dirección de 16 bits; Sería el equivalente al conocido protocolo IP (Protocolo de Internet) versión 4 (IPv4), todavía en uso en Internet hoy en día y que utiliza direcciones de 32 bits.
Es necesario tener en cuenta que para el año 1978 el protocolo IPv4 aún no existía ya que la versión IPv4 utilizada en Internet no apareció hasta el año 1981, y de hecho, no llegó al gran público hasta mucho más tarde; En España hasta 1992, año en que Internet se hizo disponible al gran público al aparecer el primer proveedor de Servicios de Internet (ISP: Internet Service Provider) en España (Goya Servicios Telemáticos) y en 1994 el segundo, Servicom, ya con más impacto.
Los protocolos de línea también eran propietarios y se denominaron UCL (Unidad de Control de Línea), el que enlazaba los enrutadores entre ellos, y UTR (Unión TRAME-Remotas), el de acceso.
Fueron diseñados para ofrecer la mayor calidad de servicio requerida por la función de telecontrol en términos de integridad de datos y disponibilidad establecidos por la Comisión Electrotécnica Internacional (IEC), estándar IEC-870-5-1 y ANSI C37.1., y porque el protocolo utilizado por entonces en las redes informáticas corporativas, el HDLC, no ofrecía la calidad suficiente para aplicaciones industriales críticas.
Más tarde, otros protocolos como X.25 e IP también fueron compatibilizados con los protocolos TRAME mencionados. En el año 2000, el protocolo UTR fue sustituido por el estándar internacional IEC 60870-5-101 / 104.
Inicialmente, el control de flujo de red se basaba en la gestión de 8 prioridades de datos en colas tipo HOL (Head Of the Line). Más tarde y después de algunos experimentos, se adoptó un método de control de flujo basado en un bit que indica congestión de la ruta y la gestión del tiempo entre paquetes al acceder a la red. Esto necesitaba la medición de la capacidad del cuello de botella de la ruta. También se agregó un protocolo de extremo a extremo para algunos flujos que requieren preservación de orden como X.25.

## Evolución
Para perdurar durante 38 años, la tecnología tuvo que soportar y una evolución intensa. Básicamente hubo cuatro generaciones TRAME que se resumen en la Tabla.
| Concepto                     | Trame 1                                                                       | Trame 2 | Trame 3                                                                         | Trame +                                                                                        |
| ---------------------------- | ----------------------------------------------------------------------------- | --- | ------------------------------------------------------------------------------- | ---------------------------------------------------------------------------------------------- |
| Año de inicio del desarrollo | 1974                                                                          | | 1993                                                                            | 1998                                                                                           |
| Año de inicio del despliegue | 1978                                                                          | 1988 | 1995                                                                            | 1999                                                                                           |
| Procesador                   | Zilog Z80                                                                     | Intel 80286                                                                                                 | Intel 80386                                                                     | i960CA i960RM                                                                                  |
| Velocidad máxima del enlace  | 9600bps                                                                       | 64Kbps | 2Mbps                                                                           | 10Mbps                                                                                         |
| Hardware                     | 16 procesadores que comparten una memoria común                               | 16 procesadores que comparten una memoria común                                                             | 16 procesadores que comparten una memoria común distribuida entre las 16 placas | Un solo procesador con un bus multimaestro compartido de 1Gbps para comunicar tarjetas de E/S. |
| Desarrollador del hardware   | ENHER                                                                         | ISEL (INI)                                                                                                  | DIMAT, S.A.                                                                     | DIMAT, S.A.                                                                                    |
| Campo de direccionamiento    | 14 bits · 256 enrutadores (8 bits) · 64 terminales por enrutador (6 bits)     | 16 bits · 256 enrutadores (8 bits) · 64 terminales por enrutador (6bits) · 4 redes interconectadas (2 bits) | 16 bits, como en TRAME 2                                                        | 16 bits, como en TRAME 2                                                                       |
| Prioridades administradas    | 8                                                                             | 8 | 8                                                                               | 8                                                                                              |
| Protocolos de enlace interno | UCL (Propietario)                                                             | Propietarios: UCL para 64Kbps                                                                               | Propietarios: UCL para 64Kbps                                                   | Propietario: UCL para 2Mbps                                                                    |
| Protocolos de acceso         | UTR (Propietario)                                                             | Estándar: X.25 1991-IPv4 Propietarios: UTR                                                                  | Estándar: X.25 1991-IPv4 Frame Relay Ethernet Propietarios: UTR                 | Estándar: X25 IPv4 Frame Relay Ethernet IEC 60870-5-101/104                                    |
| Red tamaño evolución         | 1978-4 enrutadores 1980-8 enrutadores 1983-27 enrutadores 1987-32 enrutadores | 1994-50 enrutadores                                                                                         |                                                                                 | 2004-222 enrutadores 2014-Unos 3000 enrutadores en toda España                                 |
| Aspecto de un enrutador      | TRAME 1                                                                       | TRAME 2 | TRAME 3                                                                         | TRAME +                                                                                        |

A continuación, se proporciona una breve descripción de las cuatro generaciones de TRAME.

### TRAME 1
El proyecto se inició en el año 1974 y en el año 1978 ya se había instalado una primera red con 4 enrutadores en operación en la empresa eléctrica ENHER. En el año 1980, la red tenía 8 nodos en operación (Ver Figura I). El hardware se basaba en el procesador Zilog Z80 y tenía una estructura multiprocesador con 16 procesadores que compartían una memoria común. El software se desarrolló en la sede de ENHER ubicada en la conocida Casa Fuster de Barcelona, utilizando el lenguaje de ensamblador Z80. Más allá de 1980, el software comenzó a escribirse en lenguaje C y se utilizó un emulador HP64000. El hardware fue producido por ISEL, una compañía del INI (Instituto Nacional de Indústria).
El sistema de enrutamiento era una variante de Bellman-Ford con horizonte dividido. Fue una mejora del sistema de enrutamiento de red ARPA original que consiste en un procedimiento de actualización original de la información de rutas que permite reaccionar más rápido a los cambios. La función de distancia era la cantidad de paquetes en las colas de espera de salida más uno.
Los protocolos de línea (UCL para las líneas internas que conectan enrutadores y UTR para acceder a la red) se diseñaron para cumplir con los estrictos requisitos establecidos para el telecontrol de redes de energía de alta tensión (estándares IEC-870-5-1 y ANSI C37). 1). En la capa de transporte OSI, se usaron ventanas con un ancho de 1 a 8, dependiendo del servicio requerido, que residían en los terminales.
Inicialmente, las direcciones tenían solo 14 bits de longitud para abordar tanto los enrutadores (llamados nodos para entonces) como los dispositivos conectados a ellos. Estaban formados por dos campos, un campo de 8 bits para direccionar el enrutador y una subdirección de 6 bits para direccionar los terminales conectados a él. La dirección del nodo se asignó a los nodos y no a los extremos de los enlaces como en Internet.
Las ventajas básicas de TRAME con respecto a otras tecnologías utilizadas en las empresas eléctricas en ese momento se debían en parte a la tecnología de paquetes en sí: capacidad para gestionar cualquier topología de red, adaptabilidad automática a cambios topológicos y de tráfico, integración de diferentes tecnologías de enlace (digital o analógica) y capacidades en una red única, intercomunicabilidad abierta y descentralizada entre usuarios y dispositivos, comunicación simultánea con varios usuarios y ubicaciones desde una sola conexión física y supervisión de red integrada; De hecho, la red fue provista desde su inicio con un centro de supervisión formado por un ordenador y un tablero sinóptico ubicado en la sede de la compañía (Ver Figura II).

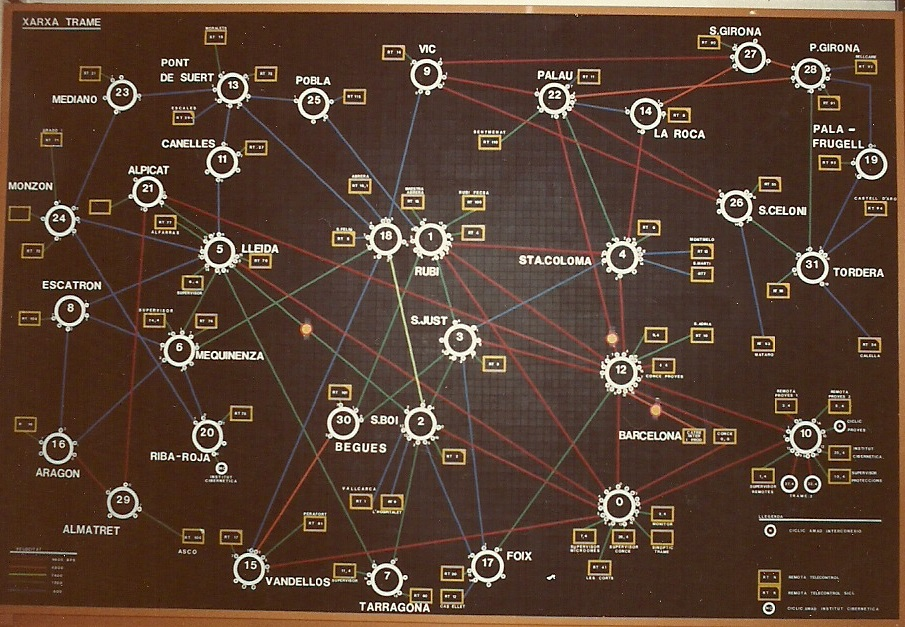
Figura II: Tablero sinóptico utilizado para supervisar la red TRAME en el año 1987

Pero otras ventajas se debieron al diseño específico de TRAME: alta integridad de datos, soporte de prioridades para los paquetes, facilidad para incluir protocolos especiales como los muchos protocolos SCADA que estaban en uso en ese momento.
Todo lo anterior resultó en una mejor calidad del servicio, especialmente con respecto a la disponibilidad de datos y la integridad de datos, y en una integración de servicios en una sola red. Parte de la evolución de su despliegue se puede ver en las Figuras II a IV.
Se puede encontrar un video que presenta TRAME 1 en el siguiente enlace: https://www.youtube.com/watch?v=Mb4285XKnz0

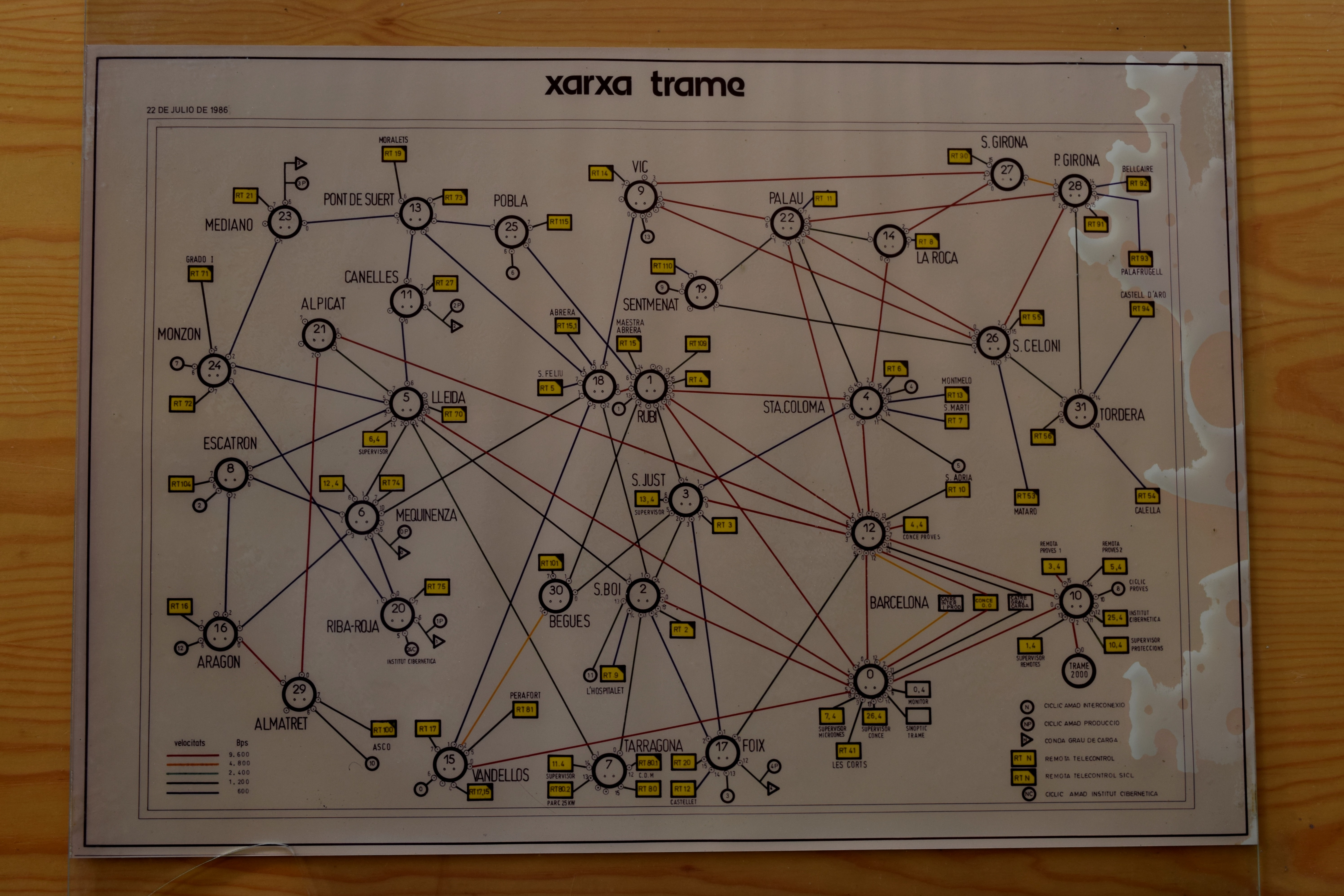
Figura III: Topología de la red TRAME en el año 1986

### TRAME 2
En el año 1990, TRAME 2 se desplegó por completo y TRAME 1 se sustituyó. El procesador del nuevo hardware era Intel 80286 y la estructura del hardware y el aspecto externo de los enrutadores era muy similar al de TRAME 1. El software estaba escrito en lenguaje C y el emulador mencionado continuó utilizándose.
Las mejoras sobre TRAME 1 fueron la introducción del protocolo de acceso estandarizado X.25 para permitir la conexión de terminales corporativos a la red, la capacidad de hacer frente a los 64 kbit/s de las nuevas líneas digitales, una mayor capacidad de conmutación y la introducción de un protocolo de extremo a extremo para evitar la pérdida de paquetes y el desorden según lo requerido por X.25.
Una mejora importante fue la posibilidad de utilizar la doble conexión de los terminales a la red para aumentar la disponibilidad; Podían conectarse a la red mediante dos líneas de acceso. Para el propósito, los terminales tenían dos direcciones, una primaria y una secundaria.
Con respecto al direccionamiento, en 1991 se agregaron dos bits al direccionamiento para indicar la red. El espacio de direcciones se aumentó así a 16 bits y, de esta forma, se podían interconectar hasta 4 redes. Este esquema de direccionamiento se mantuvo en las siguientes versiones de TRAME.

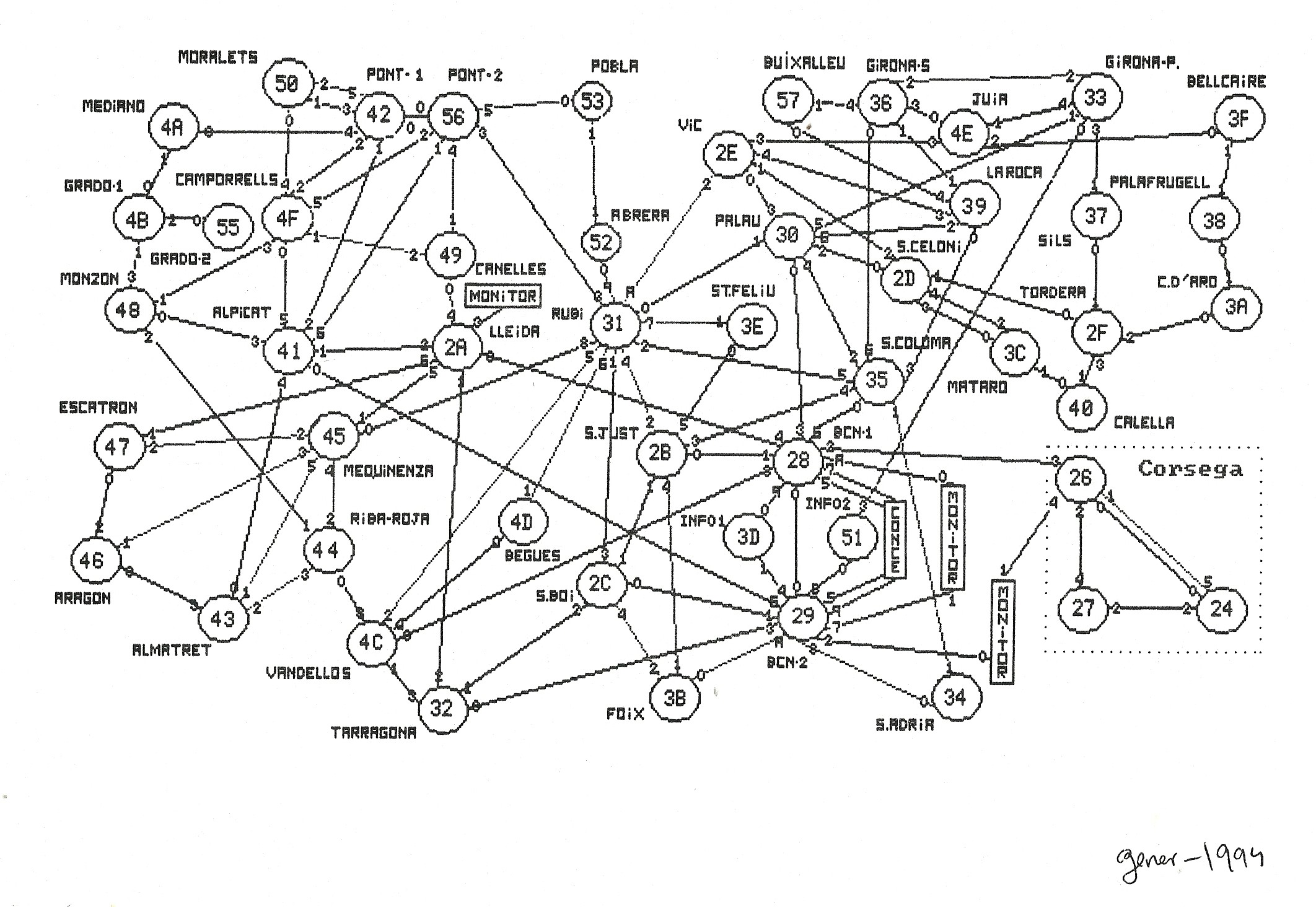
Figura IV: Topología de la red TRAME en el año 1994

### TRAME 3
El hardware era nuevamente una estructura multiprocesador con 16 procesadores que compartían una memoria común pero esta última no era una placa separada, sino que, en lugar de esto, se distribuyó entre las 16 placas para evitar puntos únicos de fallo. La interconexión de placas se realizaba con un bus multimaestro compartido de 40Mbit/s de capacidad diseñado y fabricado por la empresa DIMAT, S.A . También incluyó un canal en serie para el mantenimiento, monitoreo, reprogramación y reinicialización de los diferentes módulos mediante un terminal conectado a ellos. El software fue desarrollado por ENHER en colaboración con la empresa DIMAT, S.A ..
El algoritmo de enrutamiento siguió siendo el mismo, pero la función de distancia se cambió a una menos dinámica. Se introdujo un procedimiento de control de flujo basado en la medición de la congestión de la ruta y la indicación hacia la fuente.
Las mejoras con respecto a TRAME2 fueron el soporte de IPv4, la introducción de un agente de supervisión de SNMP, un nuevo sistema de control de flujo, una métrica de distancia mejorada que hizo que el sistema fuera menos dinámico y una tarea de autoejecución para comprobar periódicamente el hardware y el software.

### TRAME +
El diseño del hardware se modificó radicalmente al pasar a una arquitectura con un solo procesador por nodo en comparación con el hardware tradicional TRAME. Tenía dos módulos base alternativos de diferente capacidad basados en los procesadores Intel i960CA e i960RM con un bus de 1 Gbit/s para comunicar las diferentes placas de los enrutadores.
El número de interfaces físicas era de solo 10 (8 interfaces serie + 2 de Ethernet (10B2 o 10BT)) ya que Ethernet permitía conectar varios dispositivos en una sola LAN.
También tenía un canal serie de servicio frontal. Al perder la redundancia (un solo procesador por enrutador), el nodo perdió algo de disponibilidad con respecto a las versiones anteriores de TRAME. Esto se hizo por razones económicas provenientes del hecho de que la red se estaba extendiendo a subestaciones más pequeñas donde las restricciones de costos son más estrictas. La posibilidad de doble conexión de los terminales podría ayudar en lugares con requisitos de disponibilidad más estrictos.
Las mejoras con respecto a TRAME 3 fueron la capacidad de manejar enlaces de 2Mbit/s de capacidad, enrutadores más pequeños y menos costosos, acceso por Ethernet y protocolos estándar y el cambio del protocolo propietario UTR a los internacionalmente estandarizados para sistemas de Telecontrol (IEC 60870-5-101 e IEC 60870-5-104) con una adaptación original a las redes de conmutación de paquetes.